# Grigorij Belov
Grigorij Belov (18 dicembre 1895 – Jaroslavl', 13 settembre 1965) è stato un attore sovietico.

## Filmografia parziale

### Attore
- Mičurin, regia di Aleksandr Dovženko (1948)
- Sel'skij vrač, regia di  Sergej Gerasimov (1951)
- Rimskij-Korsakov, regia di  Grigorij Rošal' e Gennadij Kazanskij (1953)

## Premi
- Artista onorato della RSFSR
- Artista popolare della RSFSR
- Artista del popolo dell'Unione Sovietica
- Premio Stalin
- Ordine di Lenin
- Medaglia al merito del lavoro durante la grande guerra patriottica del 1941-1945